# Cymbopetalum alkekengi
Cymbopetalum alkekengi är en kirimojaväxtart som beskrevs av Nancy A. Murray. Cymbopetalum alkekengi ingår i släktet Cymbopetalum, och familjen kirimojaväxter. Inga underarter finns listade i Catalogue of Life.